# Iljušin Il-112
Iljušin Il-112 dvomotorno turbopropelersko lahko transportno letalo, ki ga razvija Iljušin. Namenjen je transportu vojaške opreme, metanju opremljenih padalcev in drugega tovora s padali. Letalo naj bi lahko obratovalo v težkih vremenskih pogojih in zahtevnih geografskih področjih.
Prvi let naj bi opravil leta 2011. Ruske letalske sile naj bi naročile 70 letal.
Maja 2011 je rusko obrambno ministrstvo ukinilo projekt. Naročili so 7 transportnih letal Antonov An-140.
Oktobra 2012 je Dimitrij Rogozin na srečanju izjavil, da je možno sodelovanje z Indijo pri projektu Il-112. Januarja 2013 so objavili, da je možno ponovno zagnati projekt. Letalo naj bi zamenjalo starejše Antonov An-26. Biro Klimov naj bi razvil nov turbopropelerski motor za letalo.

## Tehnične specifikacije
- Posadka: 2
- Dolžina: 23,14 m (75 ft 11 in)
- Razpon kril: 25,74 m (84 ft 5 in)
- Višina: 8,87 m (29 ft 1 in)
- Površina kril: 300,0 m² ()
- Uporaben tovor: 6000 kg (13,000 lb)
- Maks. vzletna teža: 20 000 kg (44 000 lb)
- Motorji: 2 × Klimov TV7-117ST turboprop, 2 100 kW (2 800 KM) vsak
- Potovalna hitrost: 550–580 km/h (340-360 mph)
- Dolet: 5,000 km z 2 tonami tovora; 1000 km za največjim tovorom
- Višina leta (servisna): 9 000 m (30 000 ft)